# Georgios Averoff

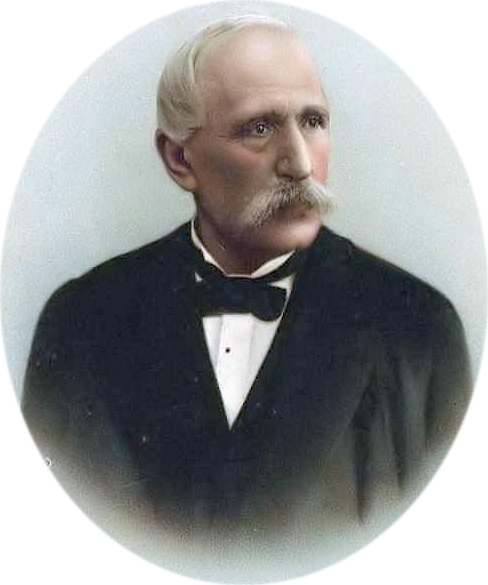
Georgios Averoff

Georgios Averoff (griechisch Γεώργιος Αβέρωφ, * 15. August 1815 in Metsovo; † 15. Juli 1899 in Alexandria) war ein aromunischer Geschäftsmann und Philanthrop.

## Leben
Geboren in Metsovo (aromunisch: Aminciu), einer kleinen, vorwiegend von Aromunen bevölkerten Stadt im Pindos-Gebirge, verschlug es den jungen, aber ehrgeizigen Averoff nach Alexandria. In Ägypten und später im heutigen Sudan erlangte er als Händler ein für damalige Verhältnisse immenses Vermögen. Sein wirtschaftlicher Einfluss in Omdurman war so groß, dass ein Areal in der Stadt nach ihm benannt wurde. Einen großen Teil seines Reichtums erwirtschaftete er wahrscheinlich mit dem Handel von Sklaven aus dem heutigen Südsudan.
Wie die meisten Aromunen war er prohellenisch und erwies sich als griechischer Patriot und Evergete: Er gründete in Alexandria zwei Schulen, ein Obergymnasium für Jungen und ein Lehrinstitut für Mädchen. In Athen war er maßgeblich an der Gründung der Militärakademie und der Polytechnischen Universität beteiligt.
Als die Olympischen Spiele 1896 beinahe verlegt wurden, da die griechische Regierung kein Geld für Fertigstellung der Hauptwettkampfstätte aufbringen konnte, sprang Averoff ein und finanzierte die Fertigstellung des Panathinaikon-Stadion aus eigener Tasche.

## Ehrung
Averoff wurde nach seinem Tod auf dem Ersten Athener Friedhof mit einem Staatsakt beigesetzt. Ihm zu Ehren wurden in Griechenland zahlreiche Denkmäler errichtet. Außerdem wurde ein 1910 angeschaffter Panzerkreuzer, die Georgios Averoff, die mehr als 40 Jahre das Flaggschiff der griechischen Marine war, nach ihm benannt.
Averoff zählt heute zwar nicht zu den großen Nationalhelden wie Eleftherios Venizelos oder Pavlos Koundouriotis, sein Name ist jedoch noch immer vielen Griechen ein Begriff.